# Guerra do Prata
Guerra do Prata, também conhecida como Guerra contra Oribe e Rosas, foi um episódio numa longa disputa entre Argentina, Uruguai e Brasil pela influência do Paraguai e hegemonia na região do Rio da Prata. A guerra foi travada no Uruguai, Rio da Prata e nordeste argentino de agosto de 1851 a fevereiro de 1852, entre as forças da Confederação Argentina e as forças da aliança formada pelo Império do Brasil, Uruguai e províncias rebeldes argentinas de Entre Rios e Corrientes.
A ascensão de Juan Manuel de Rosas como ditador argentino e a guerra civil no Uruguai após sua independência do Brasil geraram instabilidade na região do Prata, devido ao desejo argentino de ter Uruguai e Paraguai em sua esfera de influência, e posteriormente recriar o antigo Vice-reinado do Prata. Esses objetivos eram contrários à soberania brasileira, uma vez que o antigo vice-reinado era formado por terras pertencentes à província do Rio Grande do Sul, e aos interesses brasileiros de influência na região, que já haviam gerado a Guerra da Cisplatina e instigariam ainda outras duas guerras.
A Guerra do Prata terminou com a vitória aliada na Batalha de Monte Caseros em 1852, estabelecendo a hegemonia brasileira na região do Prata e gerando estabilidade política e econômica no Império do Brasil.  Porém, a instabilidade nos outros países da região permaneceria, com as disputas internas entre partidos no Uruguai e uma guerra civil na Argentina pós-Rosas.  Este conflito faz parte das chamadas Questões Platinas na História das Relações Internacionais do Brasil e como parte integrante da Guerra Grande nos países hispanófonos.

## Antecedentes

### A Ditadura de Juan Manuel de Rosas

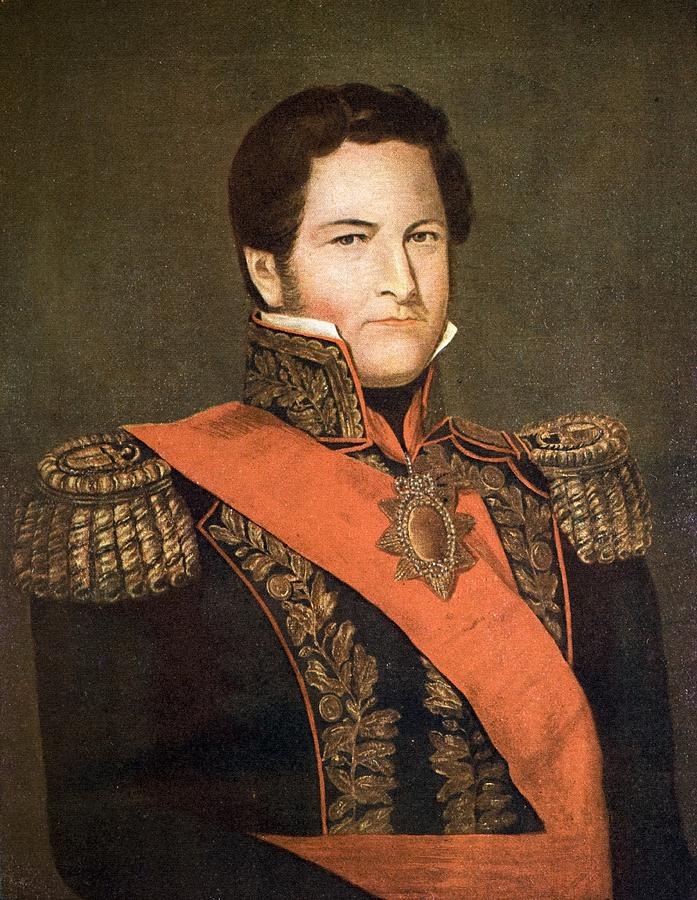
Juan Manuel de Rosas, governante de facto da Confederação Argentina.

Após um breve período sem governo interno seguinte à Guerra da Cisplatina, Juan Manuel de Rosas foi eleito governador de Buenos Aires. Conquanto Rosas detivesse de jure tanto poder quanto os governadores das demais províncias, era o governante de facto da Confederação Argentina. Apesar de seus laços com os federalistas, uma facção que demandava maior autonomia para as províncias, Rosas manteve controle sobre as demais províncias argentinas através de negociações, subornos e pressões militares. Isso foi possível uma vez que Buenos Aires era a província mais rica e populosa, e além disso, todo o carregamento comercial internacional das outras províncias tinha que passar por seu porto. Com a exceção de um curto período de 1832 até 1835, governou o país como um verdadeiro ditador e, à medida que o tempo passava, seu governo tornava-se mais corrupto e despótico, agravando a situação interna e levando a uma emigração em massa de cerca de 14 000 unitaristas, adversários políticos que desejavam centralizar o país em Buenos Aires, para o Uruguai em uma tentativa de escapar das repressões.
Rosas, assim como muitos de seus conterrâneos, desejava recriar o antigo Vice-Reino do Rio da Prata e tornar a Argentina a principal potência na América do Sul. Para tanto, precisaria conquistar três nações soberanas: a Bolívia, o Uruguai e o Paraguai, além da maior parte da região sul do Brasil. Para atingir tal objetivo, o caudilho buscou possíveis aliados nos países vizinhos que pudessem colaborar com seus planos, envolvendo-se na política interna e econômica, financiando rebeliões e guerras civis.
Para os argentinos, o Paraguai era somente uma província rebelde, apesar do mesmo considerar-se independente desde 1811, porém sem reconhecimento de nenhum outro país. O ditador paraguaio José Gaspar Rodríguez de Francia considerava que a melhor forma de manter sua ditadura e também a independência do Paraguai frente à Argentina era isolar completamente o país de qualquer tipo de contato com o mundo exterior. Por esta razão, até 1840, o Paraguai não possuía contatos diplomáticos com nenhuma nação. Com a morte de Francia, seu sucessor, Carlos Antonio López, assinou dois tratados em julho de 1841: um de Amizade, Comércio e Navegação e outro de Limites com a província argentina de Corrientes, que havia se sublevado contra o governo de Rosas. O ditador argentino procurou impedir o contato do Paraguai com o exterior para assim submetê-lo. Além da recusa em reconhecer a independência paraguaia, ele também criou entraves a seu comércio uma vez que controlava a navegação do Rio Paraná.

### A Guerra Grande
A antiga província brasileira Cisplatina passou a chamar-se oficialmente de República Oriental do Uruguai após a promulgação de sua constituição em 1830. Logo em seguida, Fructuoso Rivera foi eleito como seu primeiro presidente. Rivera tinha um rival chamado Juan Antonio Lavalleja, conhecido por ter declarado a independência da província Cisplatina com o apoio dos chamados "Trinta e Três Orientais". Da rivalidade entre ambos os caudilhos surgiram dois partidos no Uruguai: o Blanco, agrupando os correligionários de Lavalleja, e o Colorado, os partidários de Rivera. A tensão entre os dois líderes uruguaios chegou ao ápice quando Lavalleja se rebelou na tentativa de tomar o poder à força de seu rival. O revoltoso logo descobriu que o ditador do país vizinho, Juan Manuel de Rosas, estaria interessado em ajudá-lo financeiramente e militarmente.
Em 1832, Lavalleja passou a receber contribuição do estancieiro rio-grandense Bento Gonçalves da Silva e ambos invadiram o Uruguai onde praticaram saques e assassinatos. Gonçalves havia sido convencido por Rosas a se rebelar contra o governo brasileiro e deixar a província do Rio Grande do Sul ser anexada pela Argentina onde poderia governá-la como ditador.
Rivera cumpriu seu mandato presidencial e Manuel Oribe, do partido Blanco, foi eleito em março de 1835 para sucedê-lo. No início, o novo presidente se opôs à anarquia causada por Bento Gonçalves e Lavalleja, mas três anos depois viria a se aliar aos revoltosos. Rivera também rebelou-se, mas acabou sendo derrotado militarmente, e partiu para o Rio Grande do Sul, onde se aliou aos farrapos, até então aliados de Rosas. Eles invadiram o Uruguai e conquistaram a maior parte do país, com a exceção da capital Montevidéu. Derrotado, Oribe partiu para a Argentina após renunciar à sua posição como presidente uruguaio. Rivera foi reeleito presidente em 1838 e como represália Rosas enviou um exército liderado por Lavalleja que foi rapidamente derrotado. Após essa frustrada ação, Lavalleja retirou-se definitivamente do conflito, não mais participando da guerra civil de seu país.
O ditador argentino enviou um outro exército, formado por tropas argentinas e uruguaias sob o comando de Oribe, que derrotaram as forças de Rivera e decapitaram os vencidos. Rivera foi um dos únicos que conseguiu escapar do massacre e partiu para o exílio no Rio de Janeiro. O governo uruguaio elegeu Joaquín Suárez para sucedê-lo como presidente e resistiu ao cerco da capital. Os aliados de Oribe assassinaram mais de 17 000 uruguaios e 15 000 argentinos. Com a quase totalidade do território uruguaio em seu poder, Oribe permitiu que seus aliados invadissem o sul do Brasil, roubando gado, assaltando estâncias e assassinando cidadãos brasileiros. Mais de 188 fazendas brasileiras foram atacadas, enquanto 814 000 bois e 16 950 cavalos foram roubados. Francisco Pedro de Abreu, o barão de Jacuí, decidiu por conta própria realizar represálias contra o Uruguai organizando investidas que se tornaram conhecidas como califórnias em homenagem à lucrativa corrida do ouro na Califórnia , ou à violência que aconteceu nos Estados Unidos durante sua expansão ao oeste. O apoio de Rosas aos Blancos contra os Colorados e a instabilidade decorrente na região levou as duas maiores potências da época, França e Grã-Bretanha, a declararem guerra à Argentina. Por repetidas vezes Buenos Aires sofreu o ataque das esquadras anglo-francesas e teve seu porto bloqueado em várias ocasiões. O governo argentino foi capaz de resistir, forçando as duas potências a assinarem um acordo de paz em 1849.

### Pronunciamento de Urquiza
Com o crescimento das tensões entre Entre Ríos e a província de Buenos Aires, o caudilho Justo José de Urquiza fez um pronunciamento contra o governo de Rosas e pedindo sua renúncia, este ato foi considerado uma declaração de guerra pelo governo de Rosas. O governador de Corrientes, Benjamín Virasoro, aceitou e apoiou a declaração de Urquiza, se tornando assim, mais um inimigo de Rosas.

### Reação do Império do Brasil

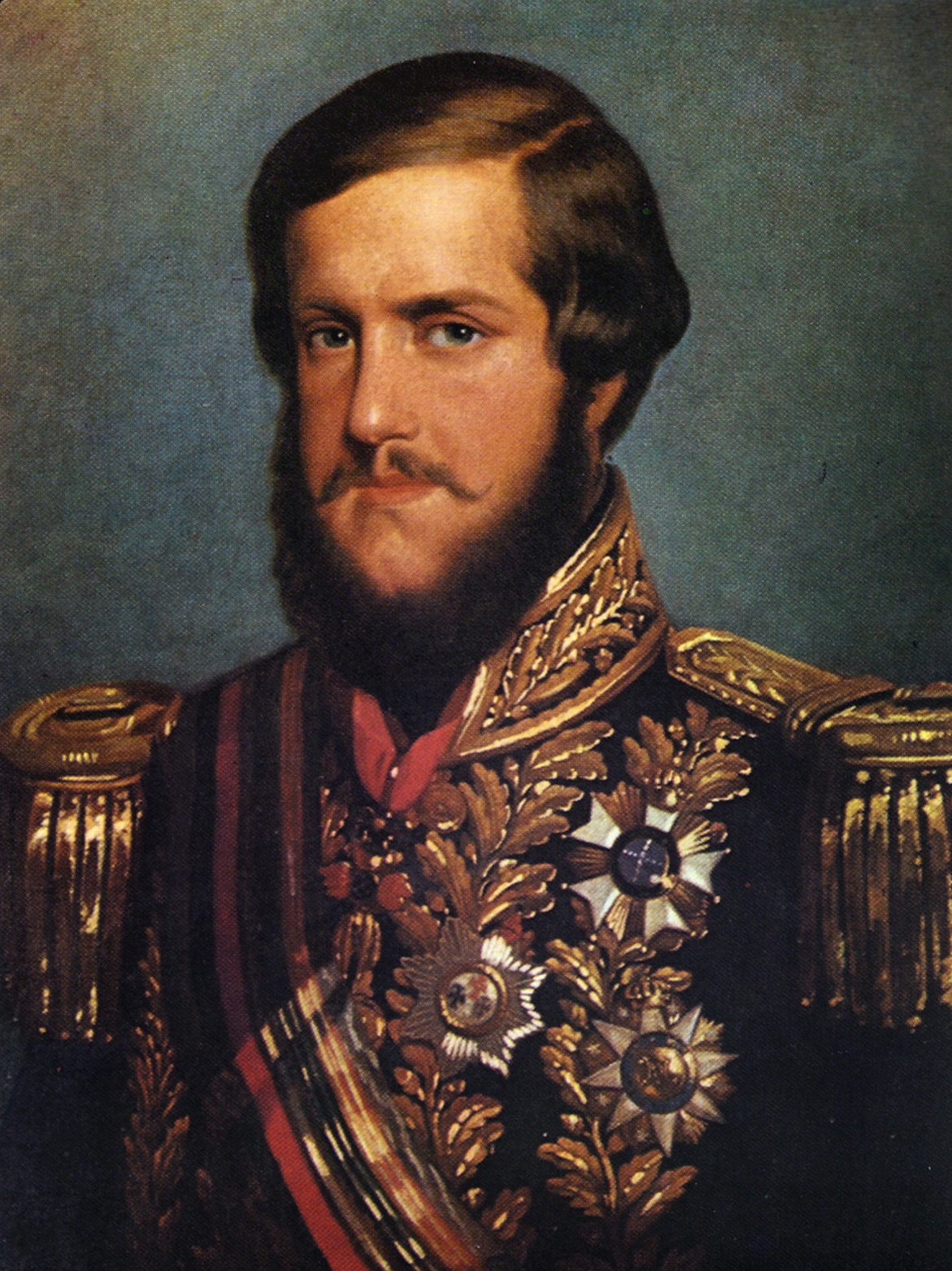
Dom Pedro II, Imperador do Brasil, em 1850.

O Império do Brasil era o país mais rico e poderoso da América Latina e, ao contrário das outras nações latinas, não sofria nas mãos de caudilhos, ditadores ou golpes de estado. Durante a menoridade do imperador Dom Pedro II, atravessou um período de rebeliões internas causadas pelas disputas por poder entre facções regionais em algumas províncias. Uma destas, a Guerra dos Farrapos liderada por Bento Gonçalves da Silva, iniciou-se como mais uma disputa entre grupos políticos na província de Rio Grande do Sul, mas logo evoluiu para uma rebelião separatista financiada por Rosas. Entretanto, a maior parte da sua população, assim como as maiores e mais prósperas cidades, permaneceram leais ao Império. Pedro II foi capaz de restaurar a ordem, perdoando os rebeldes e pacificando a nação. Até mesmo o rebelde derrotado Bento Gonçalves, ele próprio um monarquista convicto, jurou lealdade ao Imperador em pessoa quando este último visitou a província do sul do Brasil em 1845.
Os membros do Gabinete Nacional não chegaram a um acordo sobre o que fazer com Rosas, alguns ministros defendendo uma solução pacífica a todo custo e outros que acreditavam que só restava a alternativa militar. Para o Brasil, um vizinho republicano poderoso na região, como a Argentina poderia se tornar caso conseguisse cumprir seus planos, era visto como uma ameaça à soberania do Paraguai e Uruguai. A manutenção da independência de ambos os países era vital para o Império, que temia uma possível nacionalização dos rios platinos por parte da Argentina, o que impossibilitaria a comunicação entre a província do Mato Grosso com a capital brasileira. Também não interessava ao Império a ampliação da fronteira com a Argentina, pois acreditava que isso facilitaria uma eventual agressão por parte de Rosas.
Em 1849, o Presidente do Conselho de Ministros, o antigo regente e inflexível partidário da paz a qualquer custo, Pedro de Araújo Lima, futuro marquês de Olinda, temia a guerra, pois acreditava que o Brasil não estava preparado e uma possível derrota poderia vir a abalar a própria monarquia. Ele acreditava que se o Brasil entrasse em uma guerra contra a Argentina, poderia levar a uma situação similar àquela ocorrida vinte anos antes, quando a perda da Cisplatina contribuiu como uma das causas para a abdicação de Pedro I do Brasil. Sabendo que havia se tornado um estorvo não só para os demais ministros, mas também para o próprio Imperador, Lima pediu demissão. Um novo gabinete foi formado, sendo presidido por José da Costa Carvalho, futuro marquês de Monte Alegre e para a pasta de Negócios Estrangeiros, foi nomeado Paulino de Souza, futuro visconde do Uruguai, que era decididamente a favor da guerra contra a Argentina.
O novo Conselho de Ministros optou por uma alternativa arriscada a fim de resolver a complicada situação na região platina. Ao invés de fortalecer o Exército Brasileiro através de conscrição e recrutamento geral, preferiu enviar um contingente razoável para o sul. O Brasil possuía a vantagem de uma marinha poderosa e moderna, e exército profissional sólido e com experiência suficiente devido aos anos de guerras internas e externas. Nenhum outro país na América do Sul tinha marinhas reais ou exércitos regulares até então. As tropas argentinas de Rosas e os uruguaios de Oribe foram formados quase em sua totalidade por assassinos dos caudilhos que os apoiavam. Entretanto, havia o fato do Brasil ter recentemente saído de um período turbulento e não estar em condições de assumir a responsabilidade pela luta de uma guerra. Então, preferia usar as táticas do inimigo e financiar oponentes, para enfraquecê-lo interna e externamente.

### Aliança Contra Rosas

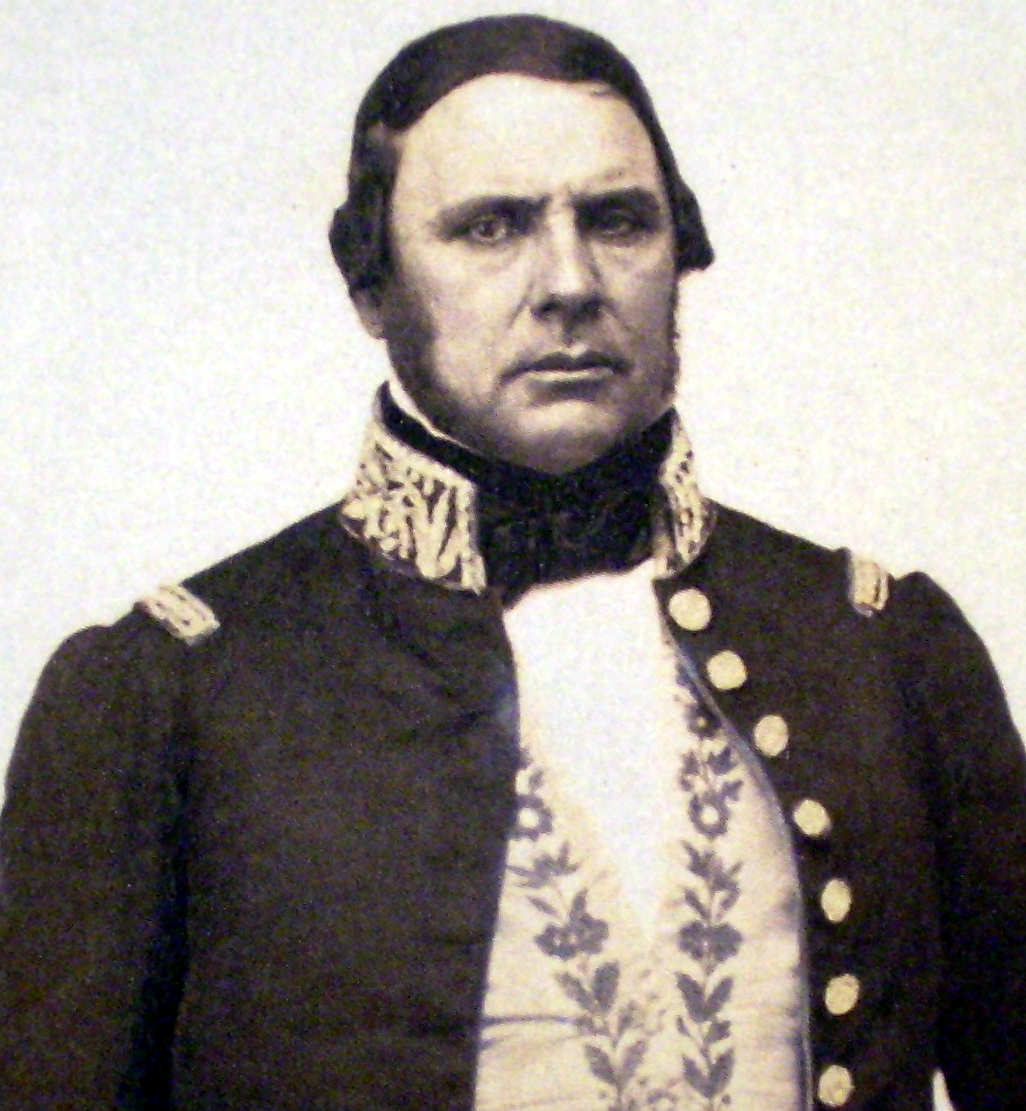
Justo José de Urquiza, governante da província argentina de Entre Rios, rebelou-se contra a concentração do poder em Buenos Aires por Rosas.

O governo brasileiro enviou uma embaixada à região liderada por Honório Hermeto Carneiro Leão, futuro marquês do Paraná, e assistida por José Maria da Silva Paranhos, futuro visconde de Rio Branco. Eles assinaram um tratado de aliança com a Bolívia que, apesar de não enviar tropas para a guerra, não seria uma potencial frente de batalha e optou por proteger suas fronteiras contra um ataque eventual de Rosas. Em 1844, José Antônio Pimenta Bueno chegou ao Paraguai, como primeiro encarregado de negócios brasileiros neste país e, no dia 14 de setembro do mesmo ano, assinou o ato de reconhecimento da independência paraguaia, sendo o Brasil o primeiro país a fazê-lo. O Brasil estabeleceu excelentes relações com o Paraguai, e o embaixador Pimenta Bueno também se tornou um conselheiro de López. Um tratado entre os dois países foi assinado em 1850 no qual o Paraguai se comprometia a fornecer ao Império cavalos para seu exército. Entretanto, o ditador paraguaio Carlos Antonio López se recusou a enviar tropas para combater Rosas uma vez que acreditava que Justo José de Urquiza também desejava anexar o seu país.
Luís Alves de Lima e Silva, Conde de Caxias (futuro Duque de Caxias), assumiu a presidência do Rio Grande do Sul e o comando das quatro divisões do exército brasileiro alocadas na província. Desde 1849, o governo imperial auxiliava diretamente o sitiado governo legal uruguaio em Montevidéu e, após isso, procurou por apoio interno contra Rosas na Argentina. Em 6 de setembro de 1850, o representante uruguaio, Andrés Lamas, assinou um acordo com Irineu Evangelista de Souza, futuro visconde de Mauá, que fora encarregado pelo governo imperial de realizar os fornecimentos em dinheiro para o governo do Uruguai através de seu banco. Em 25 de dezembro de 1851 o Império brasileiro assinou um tratado de aliança defensiva com o governo paraguaio. Em 16 de março de 1851, o Império do Brasil declarou publicamente que auxiliaria o Uruguai contra o exército liderado por Oribe, algo que já vinha sendo feito secretamente por mais de dois anos. A notícia não agradou o governo argentino e isto iniciou preparações próprias para a guerra.
Pouco mais de um mês depois, em 1 de maio, a província argentina de Entre Ríos, governada por Justo José de Urquiza declarou a Rosas que "era vontade de seu povo reassumir o inteiro exercício de sua soberania e os poderes que delegara ao governador de Buenos Aires", seguida pela província de Corrientes, governada por Virasoro que também realizou o mesmo pronunciamento. Tal declaração era de caráter essencialmente econômico, uma vez que Entre Ríos exigia a livre navegação dos rios, considerada de suma importância para o crescimento de sua economia, pois permitiria o intercâmbio de produção com o exterior sem a necessidade de passar por Buenos Aires. O Brasil então enviou uma força naval para a região do Prata, que se concentrou em quase toda a totalidade no porto de Montevidéu. Para comandá-la, foi nomeado o britânico Chefe de Esquadra, John Pascoe Grenfell, veterano da Guerra da independência do Brasil e da Guerra da Cisplatina. Ele alcançou Montevidéu em 4 de maio de 1851 e assumiu o comando da Esquadra Brasileira composta pelas corvetas União, Dona Januária, Dona Francisca, Berenice, Euterpe, Baiana e Bertioga; brigues Éolo, Calíope e Capibaribe; e vapores Dom Afonso, Dom Pedro, Pedro II, Golfinho, Recife e Paranense. A marinha brasileira possuía um total de 59 embarcações de vários tipos em 1851: 36 barcos a vela armados, dez barcos a vapor armados, sete barcos a vela desarmados e seis transportes de navegação.
Em 29 de maio de 1851 foi assinado um tratado de aliança ofensiva entre o Uruguai, Brasil e as províncias argentinas de Entre Rios e Corrientes. Seu texto declarava que o objetivo da aliança era manter a independência uruguaia e pacificar seu território, expulsando as tropas comandadas por Oribe. Urquiza ficou com o comando das forças argentinas dissidentes e as uruguaias ficaram sob as ordens do general Eugenio Garzón, ambos recebendo ajuda financeira e bélica do Império do Brasil. Em 2 de agosto de 1851, desembarcou a primeira força brasileira a pisar em território uruguaio: cerca de 300 soldados do 6.º Batalhão de Caçadores que haviam sido designados para a guarnição do Fuerte del Cerro. Juan Manuel de Rosas consequentemente declarou guerra contra o Brasil em 18 de agosto de 1851.
Segundo Herrera y Obes, Rosas, ante os preparativos de guerra, teria dito: "pobres brasileiros, vou fazer do Imperador deles meu mordomo".

## Confronto

### Derrota de Oribe

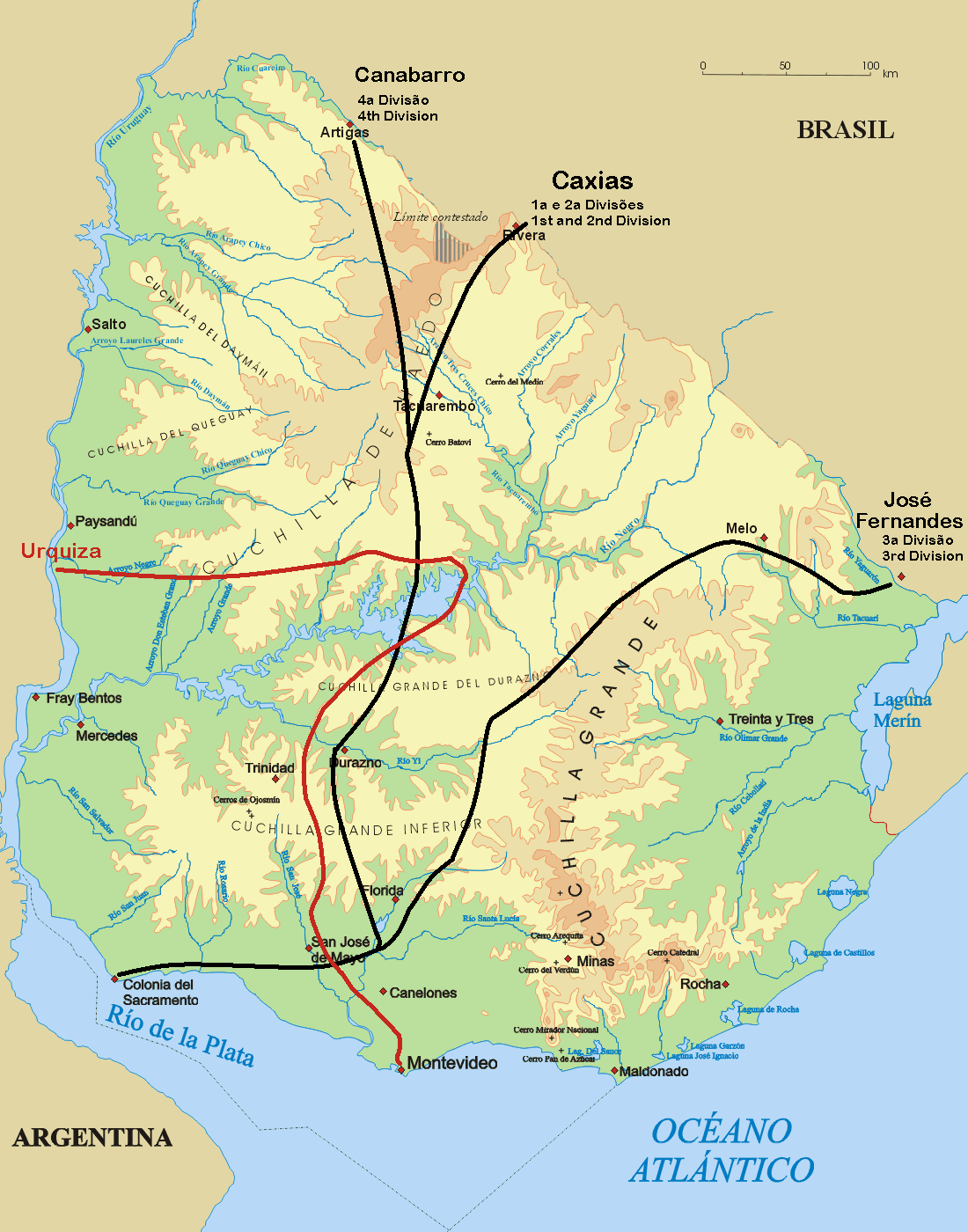
Movimento do Exército Brasileiro e das forças rebeldes argentinas durante a intervenção no Uruguai, antes da invasão da Argentina.

Um exército composto por 16 200 soldados em quatro divisões, com 6500 de infantaria, 8900 de cavalaria, 800 artilheiros e 26 canhões, incluindo mercenários europeus - os Brummer -, sob o comando de Luís Alves de Lima e Silva, então conde de Caxias, cruzou a fronteira entre Rio Grande do Sul e Uruguai em 4 de setembro de 1851. Cerca de 4000 soldados permaneceram no Brasil para proteger sua fronteira, além de outros 17 000 homens espalhados pelo território nacional, de forma que o efetivo total do exército brasileiro era superior a 37 000 homens.

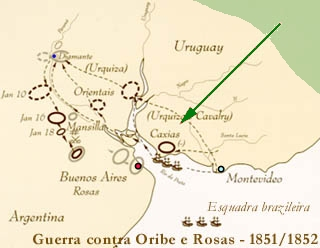
Movimento final das tropas na guerra. A seta verde indica as tropas brasileiras de Caxias. Urquiza parte de Entre Ríos em direção ao local da batalha de Monte Caseros.

O Exército Brasileiro entrou no território uruguaio dividido em três grupos: a 4.ª Divisão sob o comando do Coronel Davi Canabarro que partiu de Quaraí e protegeu o flanco direito do grupo principal (a 1.ª e 2.ª divisões com 12 000 homens) sob o próprio Conde de Caxias que havia saído de Santana do Livramento. Um terceiro grupo, a 3.ª Divisão liderada pelo Brigadeiro José Fernandes dos Santos Pereira, partiu de Jaguarão e protegeu o flanco esquerdo das forças de Caxias. A 4.ª Divisão de Canabarro uniu-se às tropas de Caxias pouco após a cidade uruguaia de San Fructuoso. A 3.ª Divisão de Fernandes se juntou à força principal pouco antes de Montevidéu.
Enquanto isso, as tropas de Urquiza e Eugenio Garzón cercaram o exército de Manuel Oribe próximo a Montevidéu. As tropas sob o comando do caudilho argentino Urquiza e do general uruguaio Garzón eram naquele momento cerca de 15 000 homens e o exército de Oribe em torno de 8500 pessoas. Após descobrir que os brasileiros se aproximavam e acreditando não restar outra alternativa, Oribe pediu para suas tropas se renderem sem luta em 19 de outubro. Derrotado e sem nenhuma possibilidade de continuar a guerra, Oribe recolheu-se à sua fazenda em Paso del Molino. A esquadra brasileira, com os navios dispostos ao longo do Rio da Prata e afluentes, impediu que o exército vencido de Oribe pudesse escapar para a Argentina.
Urquiza sugeriu simplesmente a Grenfell matar os prisioneiros de guerra, mas este se recusou a machucá-los. Consequentemente, os soldados argentinos no exército de Oribe foram incorporados ao exército de Urquiza e os uruguaios, ao de Garzón. O exército brasileiro conseguiu cruzar o território uruguaio em segurança após derrotarem as tropas de Oribe que atacaram seus flancos em vários combates. No dia 21 de novembro, em Montevidéu, os representantes do Brasil, Uruguai, Entre Rios e Corrientes assinaram um tratado de aliança tendo como objetivo "libertar o povo argentino da opressão que suporta sob o domínio tirânico do Governador Rosas". Os aliados decidiram dividir suas forças em duas: uma multinacional - com a formação do Grande Exército Aliado de Libertação - comandada por Justo José de Urquiza que tinha uma divisão brasileira e uma segunda força (Exército Brasileiro) composta inteiramente de brasileiros comandados por Caxias.

### Passagem do Tonelero

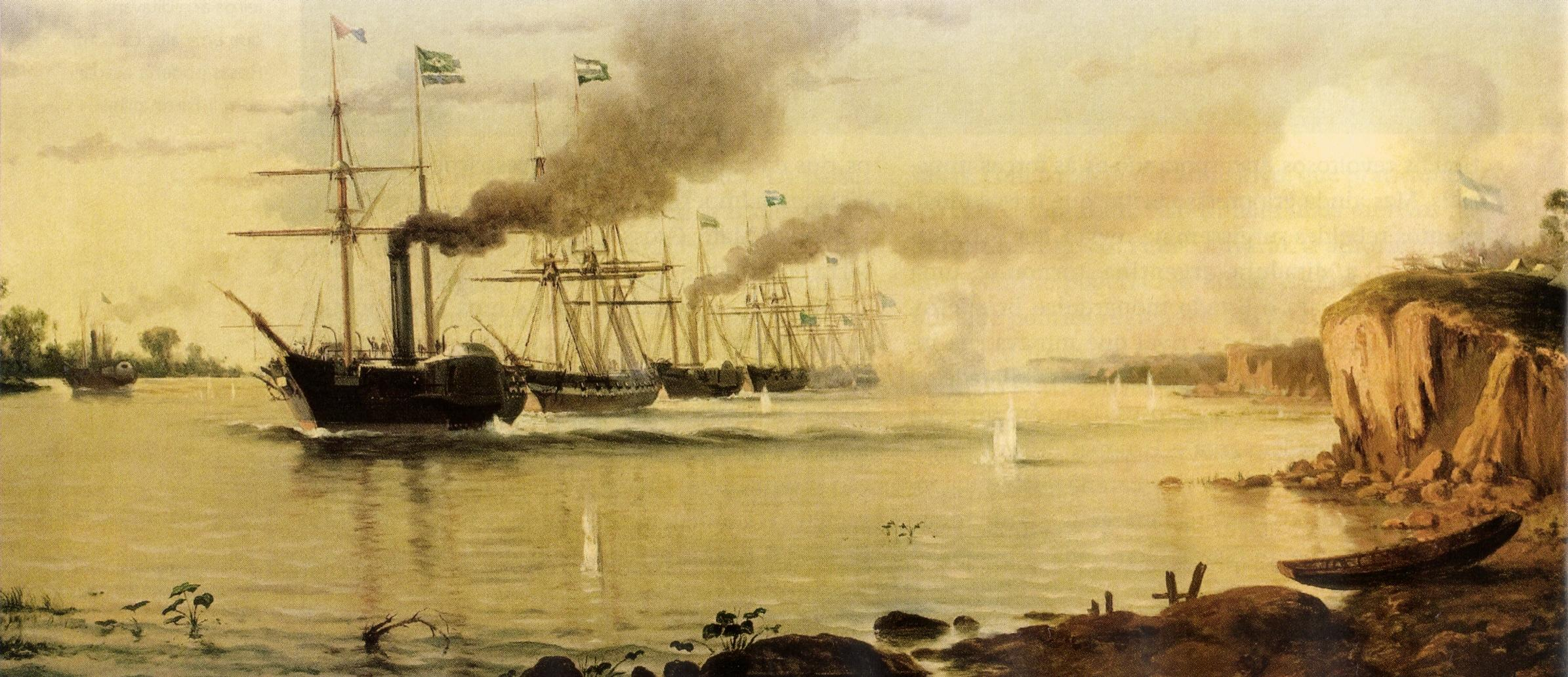
Navios brasileiros passando por Tonelero.

Pouco após a rendição de Oribe, o exército aliado - Grande Exército Aliado de Libertação - composto de tropas uruguaias, infantaria e artilharia argentinas de Urquiza e a 1.ª divisão brasileira comandada pelo Brigadeiro Manuel Marques de Sousa, futuro conde de Porto Alegre, se concentrou em Colônia do Sacramento, no sul do Uruguai e defronte a Buenos Aires. Em 17 de dezembro de 1851, sete navios brasileiros, sendo quatro a vapor (Dom Afonso, Dom Pedro II, Recife e Dom Pedro) e três à vela (as corvetas Dona Francisca e União, e o brigue Calíope), sob o comando de Grenfell, forçaram passagem pelos obstáculos opostos à navegação do Rio Paraná onde, no passo do Tonelero, nas proximidades da barranca Acevedo, fora instalada uma poderosa fortificação dispondo de 16 peças de artilharia e 2 mil fuzileiros, sob o comando do general Lucio Norberto Mansilla. As tropas argentinas trocaram tiros com os navios de guerra brasileiros, mas acabaram falhando em barrar sua passagem.
No dia seguinte, outros navios brasileiros forçaram a passagem por Tonelero conduzindo as tropas restantes da divisão comandada por Marques de Sousa, o que causou a retirada desordenada de Mansilla e seus soldados, abandonando as peças de artilharia, pois acreditaram que o desembarque ocorreria em seu forte. A operação de travessia do Rio Paraná pelo exército aliado durou de 24 de dezembro de 1851 a 8 de janeiro de 1852. Enquanto isso, a maior parte das tropas brasileiras, cerca de 12 mil homens sob o comando de Luís Alves de Lima e Silva, manteve-se em Colônia do Sacramento. O comandante brasileiro logo partiu a bordo do vapor Dom Afonso e adentrou o porto de Buenos Aires a fim de escolher o melhor local para desembarcar suas tropas na cidade. Ele esperou entrar em conflito com a esquadrilha argentina ali ancorada. Entretanto, esta nada fez para impedí-lo e ele retornou em segurança para Sacramento. O ataque foi prematuramente abortado com a notícia da vitória aliada em Caseros.

### Cruzamento do Rio Paraná
Entre o dia 24 de dezembro de 1851 e o 6 de janeiro de 1852, o Grande Exército atravessou o rio Paraná, entrando no território da província de Santa Fé. As tropas de infantaria e o equipamento de artilharia cruzaram-se Navios militares brasileiros e a cavalaria cruzava o rio a nado.
Ao saber do cruzamento do Grande Exército em direção à província de Santa Fé, seu governador, o general Echagüe, deixou consulares na capital provincial, foi ao sul para reunir elementos para enfrentar o exército invasor e contatar o brigadeiro Ángel Pacheco, que tinha uma divisão em San Nicolás de los Arroyos. Mas as tropas de Santa Fé se levantaram; Em 23 de dezembro, uma revolução anti-rosista estourou em Santa Fé que, com o apoio das milícias civis e da ajuda das tropas vindas do Paraná, triunfou e escolheu Domingo Crespo como governador provisório. Dos dias seguintes, as milícias rosarinas de Mansilla, comandadas pelo comandante José Agustín Fernández, se revoltaram e se uniram a Urquiza, no dia 25 de dezembro, surgiu outra revolução anti-rosista em Rosario. Com os poucos assentos restantes, Echagüe, Pacheco e Mansilla tiveram que se retirar para o sul.
Após a adesão de Santa Fé na causa de Urquiza, tropas foram enviadas para se unir ao exército de Urquiza na marcha contra Buenos Aires. O comandante escolhido foi Juan Pablo López 

### Batalha de Monte Caseros

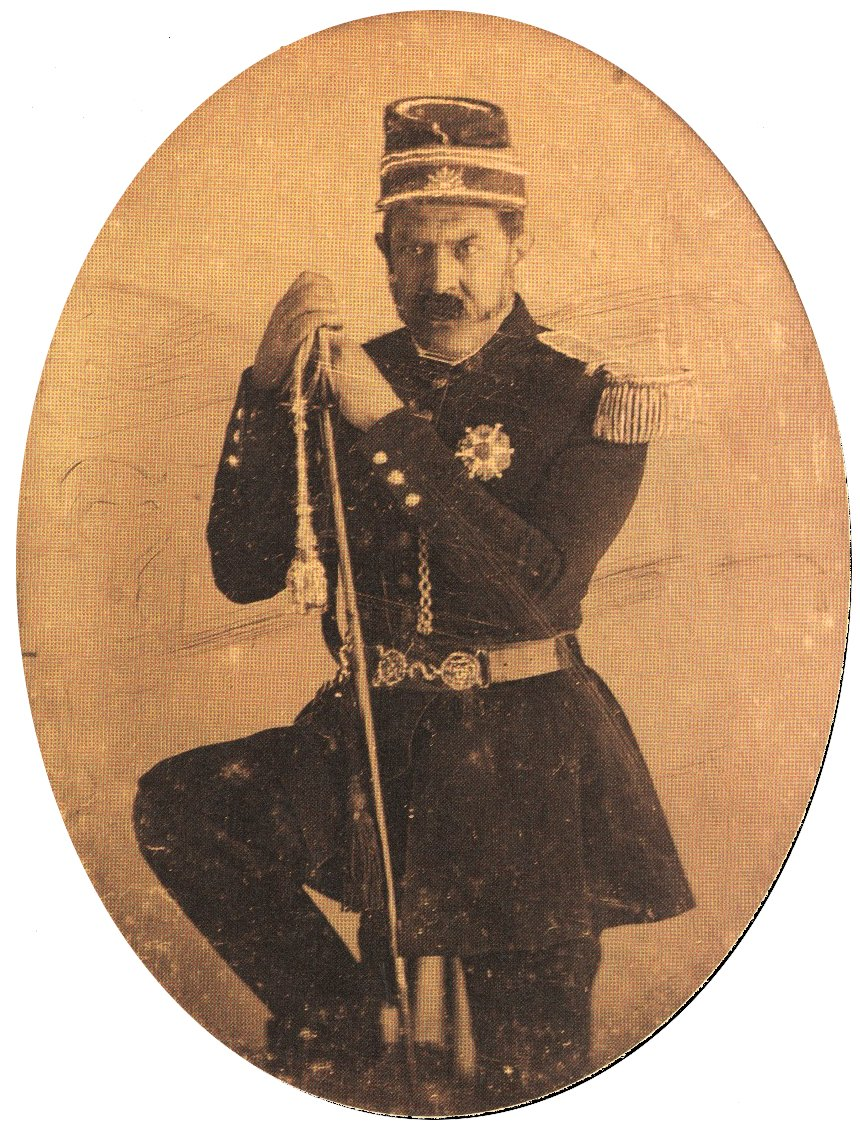
Domingo Faustino Sarmiento, futuro presidente argentino. Ele está usando a Ordem do Cruzeiro do Sul, dada a ele por Pedro II durante seu exílio em Petrópolis em 1852.

O Grande Exército Aliado de Libertação partiu em direção à capital argentina de Buenos Aires com o intuito de conquistá-la por terra, enquanto as divisões brasileiras comandadas por Caxias atacariam pelo mar. Em 30 de janeiro de 1852, as tropas aliadas estavam acampadas a cerca de nove quilômetros de Buenos Aires. No dia seguinte na Batalha de Campo de Alvares, a vanguarda aliada derrotou uma força rosista sob o comando do General Hilario Lagos, que havia sido enviado para atrasar o seu avanço.
Em 3 de fevereiro, o exército aliado se deparou com o exército argentino comandado pelo próprio Rosas. As forças aliadas eram compostas por 20 000 argentinos, 1700 uruguaios e 4000 soldados de elite brasileiros, distribuídos em cerca de 16 000 cavalarianos, 9000 infantes e 1000 artilheiros, formando um exército de 25 700 a 26 000 homens, com 45 a 50 canhões. Do lado argentino, Rosas dispunha de 15 000 cavalarianos, 10 000 soldados de infantaria e 1000 artilheiros: um total de 26 000 homens com sessenta canhões.
Na manhã da batalha, o comandante-em-chefe aliado José Justo Urquiza percorreu as fileiras aliadas e, ao passar pelas tropas brasileiras, gritou "Viva o Brasil! Viva o Imperador!" e os soldados, por sua vez, responderam por cortesia com um viva ao comandante-em-chefe e aos aliados. Rosas escolheu o melhor terreno para preparar o seu exército, dispondo-o no topo de um monte em Caseros, do outro lado de um ribeirinho chamado Arroyo Morón, o que fez Urquiza modificasse seu plano de ataque. Os comandantes aliados Manuel Marques de Sousa, Manuel Luís Osório, José María Pirán, José Miguel Galán (substituindo Garzón após sua morte repentina em 1 de dezembro de 1851), Urquiza e os futuros presidentes argentinos, Bartolomé Mitre e Domingo Sarmiento formaram um Conselho de Guerra e decidiram iniciar a batalha. Cerca de 11h da manhã, a vanguarda de ambos os exércitos iniciou seus ataques.

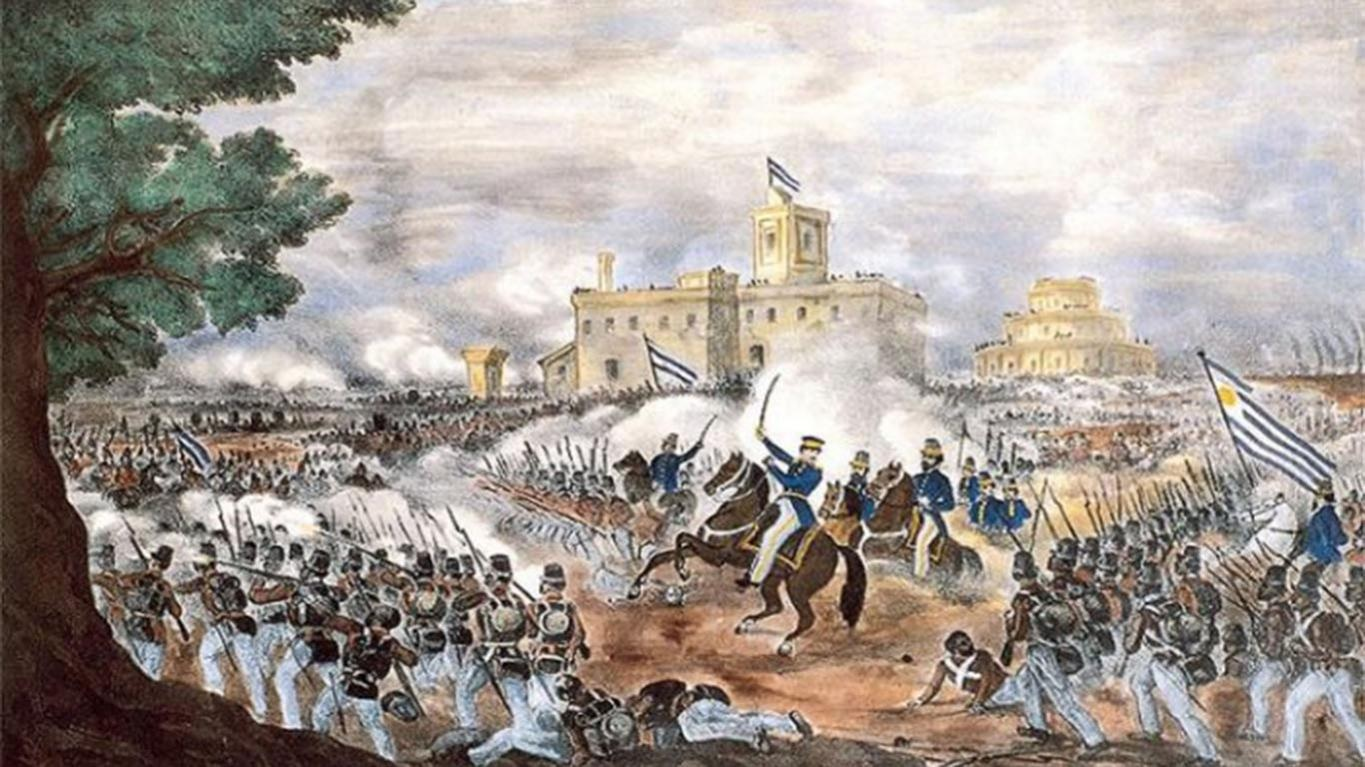
Retrato da Batalha de Monte Caseros, a decisiva batalha da Guerra do Prata.

A Batalha de Monte Caseros, como ficou conhecido o combate entre os exércitos aliados e argentino, resultou em uma grande vitória para os opositores de Rosas. Apesar da pior localização no campo de batalha, os soldados aliados conseguiram aniquilar as tropas rosistas após uma batalha que durou a maior parte do dia. Poucos minutos antes das forças aliadas alcançarem a chácara no topo de Caseros onde Juan Manuel de Rosas havia instalado o seu Estado-Maior, o ditador argentino montou seu cavalo e fugiu do campo de batalha. Disfarçado de marinheiro, Rosas pediu auxílio a Robert Gore, embaixador britânico em Buenos Aires, que o transportou junto com sua filha Manuelita, vestida de homem, ao Reino Unido, onde passou os últimos vinte anos de vida. O relato oficial afirmou que 400 homens do lado aliado haviam morrido, enquanto o exército argentino perdeu 1200 homens. No entanto, pela duração e proporção da batalha, o número de fatalidades pode ter sido maior.
Segundo Justo José Urquiza, através do boletim n.º 26 (escrito por Sarmiento), a atuação do brigadeiro Marques de Sousa como comandante de suas tropas fora a seguinte: "Sr. Brigadeiro Marques, chefe do centro das forças brasileiras, deu um dia de glória à sua pátria, acrescentando novos louros à sua fronte, e granjeando o respeito e gratidão de seus aliados". Para comemorar a vitória, as tropas aliadas desfilaram triunfalmente pelas ruas de Buenos Aires, incluindo o Exército Brasileiro que, ao passar, deixou a população civil envergonhada, silenciosa e hostil. O Brasil havia insistido que o seu desfile ocorresse em 20 de fevereiro, pois o  considerava uma revanche pela derrota sofrida nas mãos dos argentinos na Batalha do Passo do Rosário vinte cinco anos antes, na Guerra da Cisplatina.

## Resultado

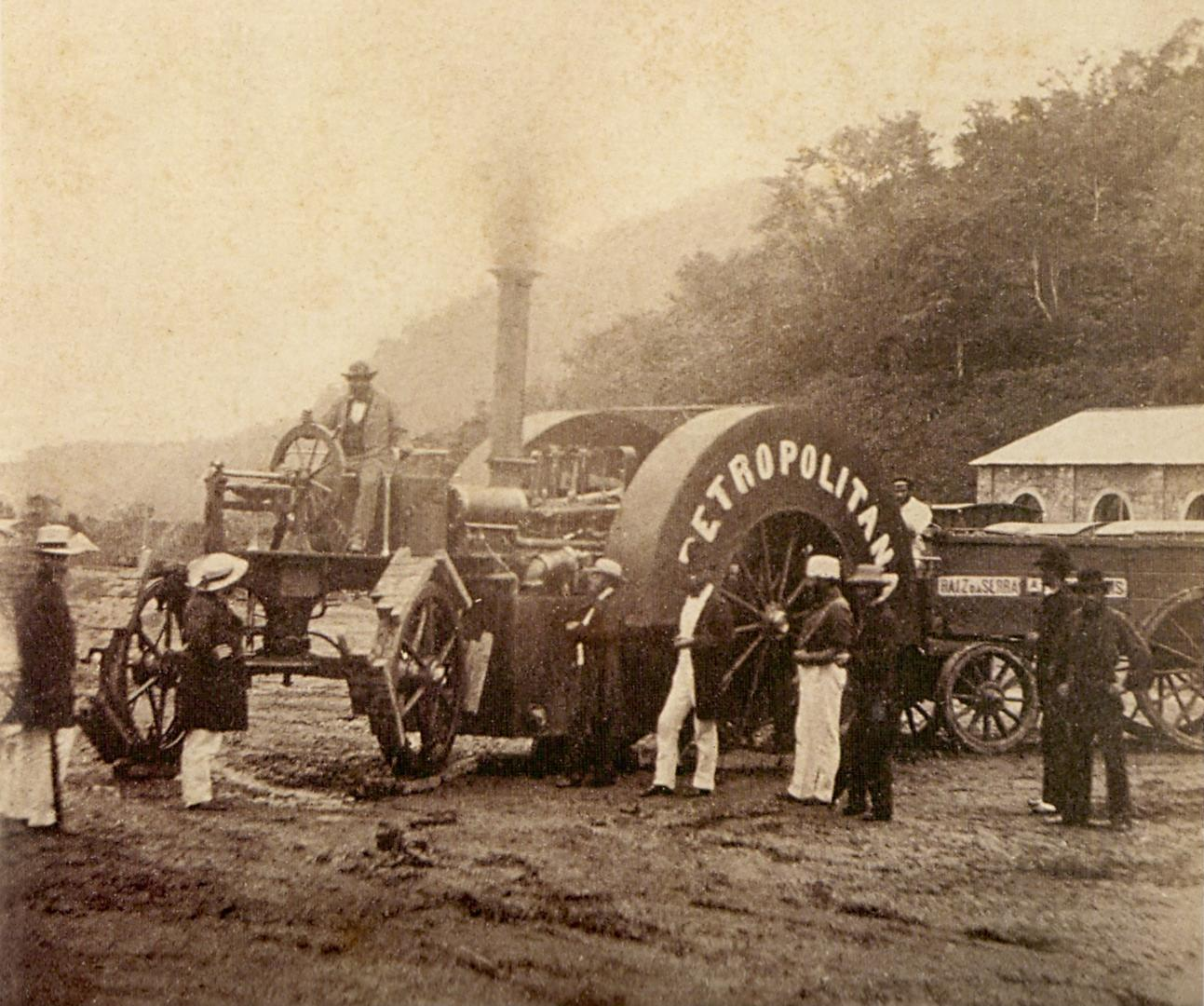
Teste de locomotiva da Estrada de Ferro Mauá, 1856. A estabilidade interna ocasionada pela vitória possibilitou o desenvolvimento material do Império brasileiro.

A vitória em Caseros foi a mais significativa vitória militar brasileira, possibilitando manter a independência do Paraguai e Uruguai, e evitando a planejada invasão argentina do Rio Grande do Sul. Em apenas três anos, o Império do Brasil foi capaz de destruir todo o longo e planejado trabalho, tão desejado pelos argentinos desde sua independência, de reconstituir o antigo Vice-Reino do Rio da Prata. O que as potências da época, Grã-Bretanha e França, não conseguiram através de suas poderosas esquadras, o Brasil alcançou com o seu Exército e Armada. Representou um divisor de águas para a história da região, uma vez que não somente implicou na consagração da hegemonia imperial no Prata, como também em toda a América do Sul. A vitória sobre o Paraguai dezoito anos mais tarde seria apenas uma confirmação desta situação.
As nações hispano-americanas do México à Argentina sofreram com golpes de estado, revoltas, ditaduras, instabilidade política e econômica, guerras civis e secessões. O Brasil, por outro lado, saiu do conflito com a monarquia fortalecida e com o desaparecimento das revoltas internas. A conturbada província do Rio Grande do Sul participou ativamente do esforço de guerra, tendo por consequência feito desaparecer o desejo de separatismo de parte de sua população,  possibilitando assim sua efetiva integração ao restante do país. A estabilidade interna possibilitou ao Brasil assumir uma posição de destaque no cenário internacional ao lado dos Estados Unidos aos olhos das potências europeias que percebiam no império sul-americano uma rara exceção em um continente flagelado por guerras civis e ditaduras. A partir da década de 1850, o país passou por um período de grande prosperidade econômica, científica e cultural inexistentes em seus vizinhos, e que perdurou até o fim do regime monárquico.
Logo depois de Monte Caseros, foi assinado o Acordo de San Nicolás que modificou completamente o pacto unitarista na Confederação Argentina, descentralizando o país e permitindo grande autonomia às províncias. Tal acordo não foi aceito por Buenos Aires, que não permitiria aceitar a possibilidade de perder sua influência e poder sobre as demais províncias, o que a levou a se retirar da confederação. De 1854 até 1862, a Argentina esteve dividida em dois países rivais que lutavam para subjugar um ao outro. De um lado, os federalistas da Confederação Argentina, liderados por Justo José de Urquiza, e do outro, os unitaristas de Buenos Aires sob Bartolomé Mitre. Os conflitos armados entre ambos se extinguiram com a vitória dos unitaristas sobre os federalistas na Batalha de Pavón em 1861, que resultou na incorporação da Confederação Argentina a Buenos Aires, formando como consequência a República Argentina em 1862, tendo Mitre como seu primeiro presidente.
O Paraguai também foi afetado com a abertura dos rios platinos, possibilitando o recrutamento de técnicos europeus e especialistas brasileiros, assim como a compra de tecnologia bélica do exterior. Durante grande parte da década de 1850, o ditador Carlos Antonio López dificultou a livre navegação do Rio Paraguai pelos brasileiros, uma vez que temia que a província do Mato Grosso pudesse ser utilizada como base de operações para uma eventual agressão brasileira e também coagir o governo brasileiro a aceitar suas reivindicações territoriais na região. O país também passou por dificuldades para delimitar suas fronteiras com a Argentina, que almejava o controle total da região do Chaco, o que equivaleria a mais da metade do território nacional desejado pelo Paraguai.
O fim da Guerra do Prata não foi capaz de trazer paz à região e muito menos ao Uruguai, que permaneceu instável e constantemente em crise devido às disputas entre Blancos e Colorados. As disputas pelos limites fronteiriços, pelo poder entre as diversas facções na região e pela hegemonia propiciaria anos mais tarde o desencadeamento de outro conflito internacional, a Guerra do Paraguai.